# Пшелевиці (Пижицький повіт)
Пшелевиці (пол. Przelewice, нім. Prillwitz) — село в Польщі, у гміні Пшелевиці Пижицького повіту Західнопоморського воєводства.
Населення — 796 осіб (2011).
У 1975-1998 роках село належало до Щецинського воєводства.

## Демографія
Демографічна структура станом на 31 березня 2011 року:
|          | Загалом | Допрацездатний вік | Працездатний вік | Постпрацездатний вік |
| -------- | ------- | ------------------ | ---------------- | -------------------- |
| Чоловіки | 387     | 71                 | 290              | 26                   |
| Жінки    | 409     | 82                 | 254              | 73                   |
| Разом    | 796     | 153                | 544              | 99                   |